# Kazimierz Długopolski
Kazimierz Długopolski (* 6. Juli 1950 in Zakopane) ist ein ehemaliger polnischer Nordischer Kombinierer und Skispringer. Er wurde in beiden Disziplinen jeweils einmal polnischer Einzelmeister sowie sechsmaliger Meister mit der 4 × 10-km-Staffel.

## Werdegang

### Karriere
Długopolski, der für SKS Start Zakopane und WKS Zakopane startete, gewann seine erste nationale Medaille bei den Polnischen Meisterschaften in der Nordischen Kombination bereits 1970 im Alter von 19 Jahren. Ein Jahr später konnte er erstmals den Czech-Marusarzówna-Memorial-Wettbewerb in Zakopane in der Nordischen Kombination gewinnen. Insgesamt gewann er den Wettbewerb viermal (1971, 1973, 1975, 1978).
Długopolski war Teilnehmer der Olympischen Winterspiele 1972 im japanischen Sapporo, wo er den zwölften Platz beim Einzelwettkampf in der Nordischen Kombination (Normalschanze/15 km) belegte. Bei den Nordischen Skiweltmeisterschaften 1974 in Falun wurde er Dreizehnter.
Seine größten Erfolge konnte er Ende der 1970er erzielen, als er 1977 Polnischer Meister in der Nordischen Kombination wurde sowie 1978 den Meistertitel im Skispringen holte. Darüber hinaus gewann er 1978 die Beskiden-Tour im Skispringen. Aufgrund seiner starken Form wurde er für die Nordischen Skiweltmeisterschaften 1978 im finnischen Lahti nominiert, wo er mit dem neunten Platz sein bestes Resultat auf diesem Niveau erzielen konnte. Bei den Olympischen Winterspielen 1980 in Lake Placid belegte er den 23. Rang in der Nordischen Kombination. Für den Wettkampf der Skispringer wurde er nicht nominiert.
Nachdem er insgesamt acht Meistertitel in den verschiedenen Disziplinen gewinnen konnte, beendete er 1984 seine aktive Karriere.

### Trainerlaufbahn
Długopolski begann direkt nach seinem Karriereende, als Trainer bei seinem Heimatverein SKS Start Zakopane zu arbeiten. In der Saison 2006/07 wechselte er zum polnischen Skiverband und wurde Assistenztrainer des B-Teams. Er ist Trainer und Richter der FIS. Nachdem Start Krokiew Zakopane aufgelöst und in AZS Zakopane umgewandelt wurde, bildet er dort junge Athleten aus. Er war unter anderem Trainer von Grzegorz Sobczyk, des späteren polnischen Meisters und Weltcup-Siegers Maciej Kot, als auch von Andrzej Stękała.

## Persönliches
Kazimierz Długopolski ist verheiratet und hat einen Sohn, den ehemaligen Skispringer Krystian Długopolski.